# Peter-René Becker

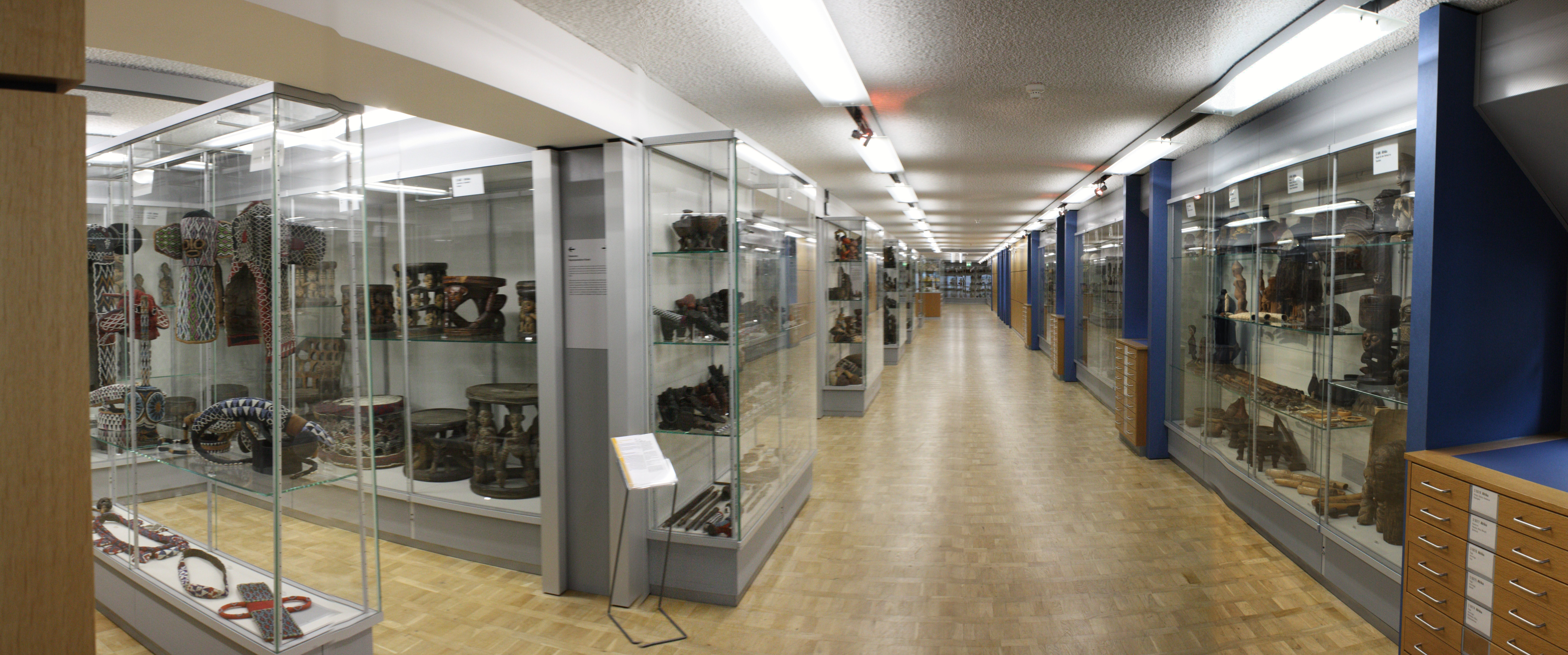
Schaulager Übermaxx

Peter-René Becker (* 1949 in Kiel) ist ein deutscher Biologe und Ethologe.
Er besuchte von 1960 bis 1968 in Hannover das Kaiser-Wilhelm-Gymnasium und studierte von 1968 bis 1980 Biologie und Völkerkunde an der Universität Göttingen und wurde 1980 dort mit der Arbeit Der Einfluss von Erfahrung auf die Auslösung der Eindringreaktion bei einigen afrikanischen maulbrütenden Buntbarschen (Cichlidae) promoviert.
Becker war ab Oktober 1997 Leiter des Bereichs Naturkunde des Überseemuseums Bremen. Er betreut die naturkundliche Sammlung mit über einer Million Sammlungsstücken und arbeitet an den naturwissenschaftlichen Teilen der Ausstellungen im Museum mit. Becker interessiert sich für die Schnittmengen von Natur-, Völker- und Handelskunde.
Zum 1. Oktober 2011 übernahm Becker die Leitung des Landesmuseums für Natur und Mensch in Oldenburg.

## Schriften
- Werkzeuggebrauch im Tierreich. Wie Tiere hämmern, bohren, streichen. Hirzel, Stuttgart 1993, ISBN 3-8047-1291-6.
- Hrsg. mit Horst Braun: NestWerk. Architektur und Lebewesen. Isensee, Oldenburg 2001, ISBN 3-89598-814-6.
- Hrsg.: Bestimmtes Sammeln. Über das Wesen des Museums. Anlässlich des 65. Geburtstags von Herbert Hohmann. Überseemuseum Bremen, Bremen 2006, ISBN 3-89946-076-6.
- Asia. Continent of contrasts. Überseemuseum Bremen, Bremen 2007, ISBN 3-88299-095-3.
- Hrsg.: Unbestimmtes Erforschen. Überseemuseum Bremen, Bremen 2010, ISBN 978-3-89946-148-0.
- Wie Tiere hämmern, bohren, streichen. Werkzeuggebrauch und Bandbreite der Kultur bei Tier und Mensch. 2. Auflage. S. Hirzel, Stuttgart 2020, ISBN 978-3-7776-2848-6.